# Guillermo del Toro

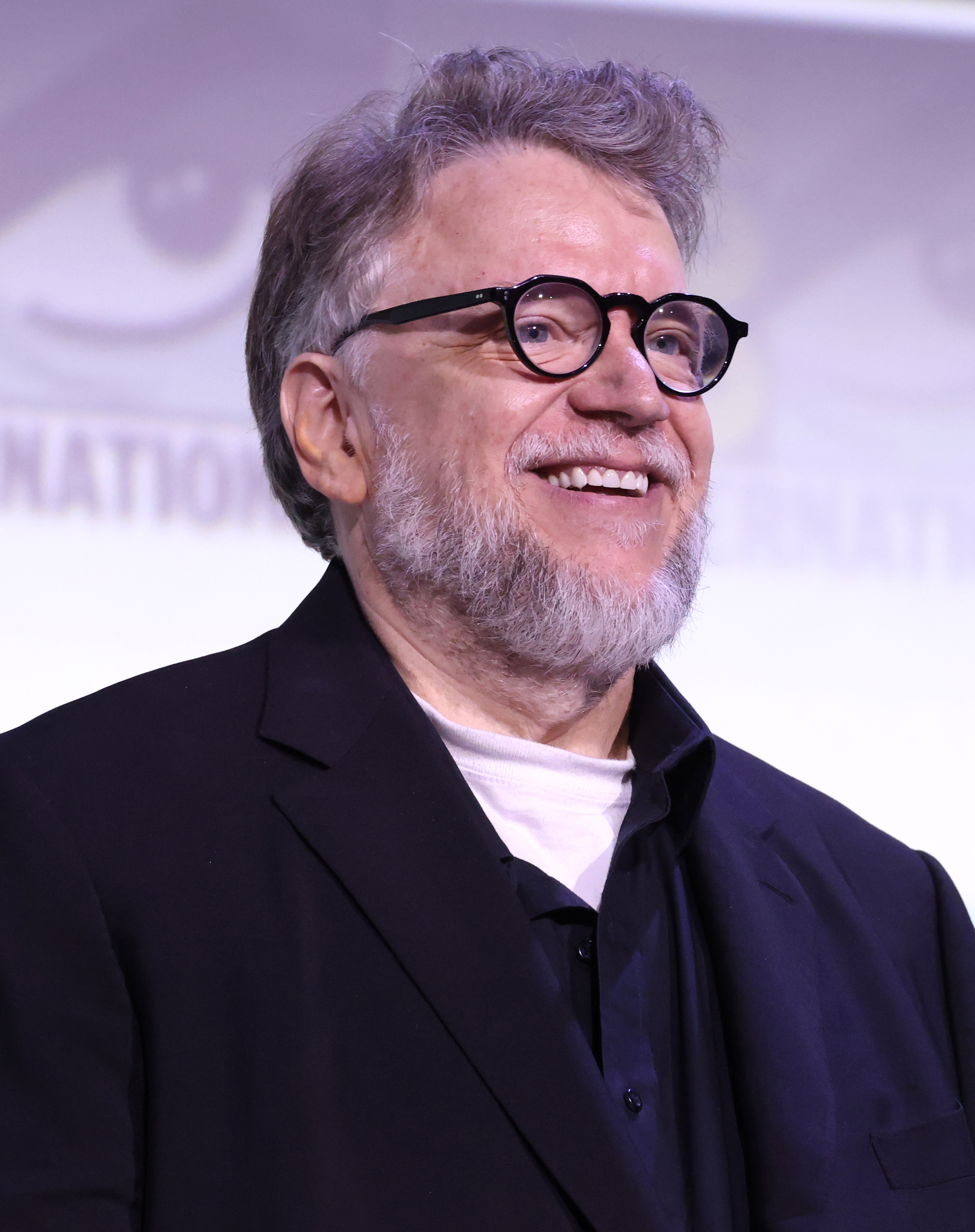
Guillermo del Toro (2025)

Guillermo del Toro Gómez (* 9. Oktober 1964 in Guadalajara, Mexiko) ist ein mexikanischer Regisseur, Filmproduzent, Schriftsteller und Drehbuchautor. Für den Fantasyfilm Shape of Water – Das Flüstern des Wassers erhielt er 2018 den Oscar als Bester Regisseur, außerdem wurde er für den Besten Film ausgezeichnet.
Für viele seiner Filme übernahm er die Produktion und verfasste zu seinen persönlicheren Projekten auch das Drehbuch. Der Regisseur nennt sich selbst bibliophil, laut eigenen Aussagen hat er sein erstes Buch im Alter von vier Jahren gekauft.
Er arbeitet regelmäßig mit den Schauspielern Doug Jones, Ron Perlman, Luke Goss und Federico Luppi, den Kameramännern Guillermo Navarro, der für Pans Labyrinth mit dem Oscar für die beste Kameraarbeit ausgezeichnet wurde, und Dan Laustsen sowie dem Komponisten Alexandre Desplat, welcher für Shape of Water – Das Flüstern des Wassers den Oscar für die Beste Filmmusik gewann.

## Leben

### Frühes Leben

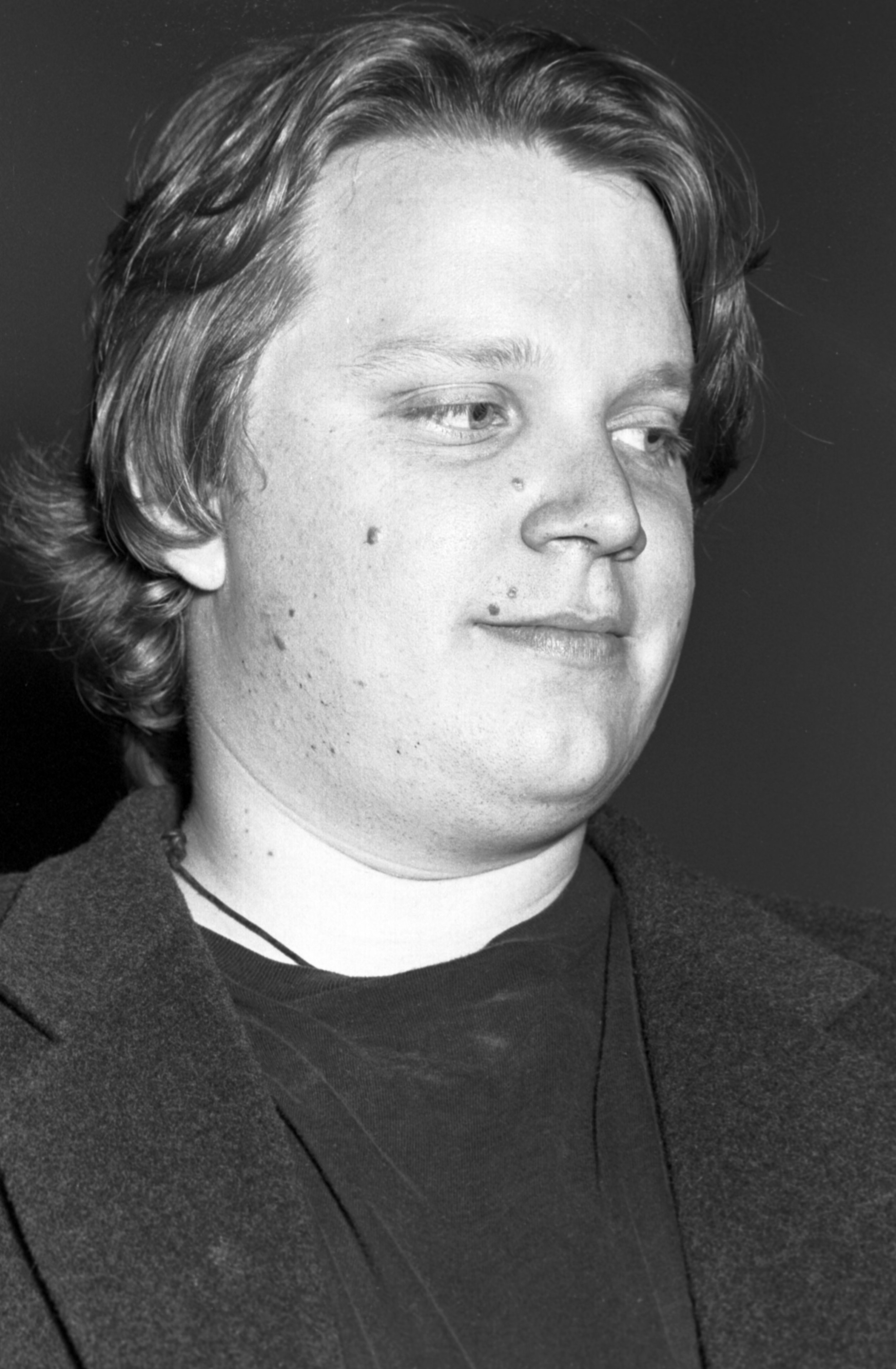
Guillermo del Toro (Anfang der 1990er-Jahre)

Bevor er eigene Filme drehte, studierte del Toro an einer Filmschule, die er nach eigenem Bekunden selbst mitbegründete. Dort lernte er die Grundlagen des Regieführens und Drehbuchschreibens, was ihn bis heute prägt. So arbeitet er zu jeder Figur in seinen Filmen eine umfangreiche Biografie aus, die er der Figurenkonzeption zugrunde legt und den Schauspielern zugänglich macht. Weitere Elemente, auf die er in Interviews und Audiokommentaren regelmäßig verweist, sind seine Vorliebe für Elemente aus Märchen, speziell den Märchen-Illustrationen von Kay Nielsen und Arthur Rackham, welche er in Filmen sowohl beim Konstruieren des Drehbuchs als auch im Produktions-Design verwendet, sowie eine Vorliebe für monochromen Farbeinsatz. Das charakteristische Bernsteingelb, das in Cronos von den Straßenlaternen ausgeht, findet sich prominent eingesetzt auch in The Devil’s Backbone, Blade II, Hellboy (beide Teile) sowie Pans Labyrinth wieder.
Zahnradmotivik prägt die Ausstattung sowohl von Cronos als auch von Hellboy, Pans Labyrinth und Hellboy II. Als sein erster Film Cronos zunächst nicht finanzierbar schien, gründete del Toro seine eigene Spezialeffektfirma, um zu beweisen, dass sein Konzept umsetzbar war. Er arbeitete einige Jahre lang als Maskenbildner.

### Arbeiten als Regisseur
Seinen Durchbruch als Regisseur hatte del Toro 1993 mit seinem Debüt-Horrorfilm Cronos, für den er u. a. einen goldenen Ariel gewann und mit dem Mercedes-Benz Award ausgezeichnet wurde. Bei einer Schulung für angehende Filmemacher lernte er Mitte der 1990er Jahre den Drehbuchautor Matthew Robbins kennen, mit dem er in Folge wiederholt zusammenarbeitete.
Del Toros erste Hollywood-Produktion war 1997 Mimic – Angriff der Killerinsekten, für den er gemeinsam mit Robbins auch das Drehbuch verfasst hatte. Mit diesem Film erklärte er sich nur halb zufrieden – die Interventionen des Studios hatten ihn stark eingeschränkt.
Der erste seiner Filme, mit dem er gänzlich einverstanden war, ist The Devil’s Backbone. Der Film spielt in einem Waisenhaus im Jahr 1939. Del Toro sieht in Pans Labyrinth einen Schwesterfilm zu The Devil’s Backbone.
Mit Blade II führte del Toro das Franchise der Blade-Comicverfilmungen fort. Der Film wurde in vielfacher Weise als Experimentierfeld für Hellboy genutzt. So arbeitete hier auch erstmals Mike Mignola am Design mit.
Bis zu diesem Zeitpunkt ließen sich seine Filme in zwei Gruppen aufteilen: Persönliche Projekte, die eine Mischung aus Kunst- und Horrorfilm darstellen, und eher kommerzielle Projekte, die weitere persönliche Projekte ermöglichten. Mit diesem Schema brach Hellboy. Das Drehbuch hierzu hatte del Toro zehn Jahre lang erfolglos zu finanzieren versucht und konnte es schließlich 2004 weitgehend kompromisslos mit seiner Wunschbesetzung von Ron Perlman als Hellboy in die Kinos bringen. Hierfür arbeitete er eng mit dem Autor und Zeichner Mike Mignola zusammen, um den ästhetischen und inhaltlichen Ausdruck der Comic-Vorlage filmisch umzusetzen. Der Film bildet den Auftakt zu einer geplanten Trilogie.
Mit Pans Labyrinth verfilmte del Toro 2006 wieder eines seiner Originaldrehbücher. Die Geschichte eines Mädchens, das sich vor den Schrecken des Post-Bürgerkrieg-Spaniens von 1944 in eine märchenhafte Traumwelt flüchtet, illustriert del Toros humanistische Sicht auf den Krieg. Der Film enthält inhaltliche, dramaturgische und stilistische Parallelen zu The Devil’s Backbone: Beide Filme spielen in Spanien unter dem Einfluss des faschistischen Regimes und des Bürgerkriegs, beide Male wird die Handlung aus Perspektive eines Kindes erzählt und beide Male werden zentrale übernatürliche Handlungselemente metaphorisch eingesetzt. Im Audiokommentar des Films weist er darauf hin, dass der Film fünf Jahre nach The Devil’s Backbone gedreht wurde – in dieser Zeit habe sich die Welt und seine Sicht auf das Thema Krieg durch die Folgen des 11. September 2001 stark verändert, was im Film deutlich werde, dessen Handlung ebenfalls fünf Jahre nach derjenigen von The Devil’s Backbone spielt.
Am 28. Juni 2008 hatte Hellboy – Die goldene Armee, die Fortsetzung des Hellboy-Films von 2004, Premiere in den USA.
Am 24. April 2008 wurde er als Regisseur der Verfilmung von J. R. R. Tolkiens Der Hobbit bestätigt. Zu seinen Ansichten zu Stil und Absicht der beiden Filme, die 2012 und 2013 ins Kino kommen sollten, äußerte er sich mehrfach in Interviews. Ende Mai 2010 gab del Toro bekannt, dass er wegen wiederholter zeitlicher Verschiebungen seitens des Studios MGM, das finanzielle Probleme hatte, die Regie abgibt. Dies tat er, um seine anderen Filmprojekte nicht zu gefährden. Del Toro wollte aber noch weiter an den Drehbüchern arbeiten, gemeinsam mit Philippa Boyens, Fran Walsh und Peter Jackson.
Seit vielen Jahren versucht del Toro, H. P. Lovecrafts Berge des Wahnsinns zu verfilmen. Nach seinem Rücktritt von der Regie von Der Hobbit arbeitete er einige Monate lang mit James Cameron, der den Film produzieren sollte. Die Finanzierung durch Universal Pictures scheiterte Anfang 2011, da man verlangte, den Film für eine Altersfreigabe ab 13 Jahren (PG-13) zu drehen, was del Toro ablehnte. Im Mai 2012 gab del Toro an, dass Ähnlichkeiten zu Ridley Scotts Film Prometheus es unwahrscheinlich machen würden, dass er sein Projekt einer Lovecraft-Verfilmung in absehbarer Zeit weiter verfolgen würde.
2012 übernahm del Toro die Regie im Science-Fiction-Film Pacific Rim, der nach einem Drehbuch von Travis Beacham entstand. 2013 führte del Toro Gastregie in der Zeichentrickserie Die Simpsons. Er übernahm hierbei die Gestaltung des Vorspanns der alljährlichen Treehouse-of-Horror-Episode. Er ist Produzent und Co-Schöpfer der Fernsehserie The Strain, die seit Juni 2014 auf dem Sender FX Network ausgestrahlt wird. Die Vampir-Horrorserie basiert auf der gleichnamigen Romantrilogie von del Toro und Chuck Hogan (2009–2011). Im Oktober 2015 kam del Toros Horrorfilm Crimson Peak mit Jessica Chastain, Tom Hiddleston und Mia Wasikowska in die Kinos. Del Toro führte die Regie und schrieb gemeinsam mit Matthew Robbins das Drehbuch. 2017 erhielt er für den Fantasyfilm Shape of Water – Das Flüstern des Wassers mit Sally Hawkins und Doug Jones in den Hauptrollen den Goldenen Löwen des 74. Filmfestivals von Venedig. 2018 erhielt er für den Film den Golden Globe Award sowie den Oscar als Bester Regisseur sowie einen weiteren Oscar als Produzent. Im selben Jahr wurde del Toro als Juryvorsitzender des 75. Filmfestivals von Venedig ausgewählt.
Mit Nightmare Alley legte del Toro 2021 einen Kinofilm im Genre Neo-Noir vor, der bei den Critics’ Choice Movie Awards sogleich Nominierungen für die Sparten „Bester Film“ und „Beste Regie“ erhielt.
Ein weiteres Herzensprojekt del Toros war eine Neuverfilmung von Pinocchio. Im Herbst 2022 wurde der Animationsfilm Guillermo del Toros Pinocchio auf dem London Film Festival uraufgeführt und im Dezember desselben Jahres in das Programm des Streamingdiensts Netflix aufgenommen. Der Film gewann eine Vielzahl an Preisen, darunter einen Oscar.
Im Jahr 2025 verfilmte del Toro mit Frankenstein den gleichnamigen Roman von Mary Shelley. Das Werk mit Oscar Isaac und Jacob Elordi in den Hauptrollen wurde in den Hauptwettbewerb des Filmfestivals von Venedig eingeladen.

### Weitere Aktivitäten
Seinen ersten Roman verfasste del Toro gemeinsam mit dem Bestseller-Autor Chuck Hogan. Der Vampir-Roman mit dem Titel Die Saat erschien im September 2009 in Deutschland. Es ist der erste Teil einer Trilogie; die weiteren Bände tragen die Titel Das Blut (Orig. The Fall; erschienen im September 2010) und Die Nacht (Orig. The Night Eternal).
Im James-Bond-Film Ein Quantum Trost hat del Toro einen Cameoauftritt als Soldat, wobei nur im Original seine Stimme zu hören ist.
2010 wurde bekanntgegeben, dass del Toro einen Vertrag mit dem Publisher THQ abgeschlossen hat, um ein Videospiel zu verwirklichen. Das Projekt heißt inSane und ist von den Werken H. P. Lovecrafts inspiriert. Das Horrorspiel sollte 2013 erscheinen und wurde von dem Studio Volition entwickelt. Nachdem es lange Zeit still um das Projekt geblieben war, gab THQ Anfang August 2012 bekannt, dass die Entwicklungsarbeiten an inSane eingestellt und alle Rechte an der Marke wieder an del Toro übergeben wurden.
Im Mai 2012 präsentierte er die Wiederveröffentlichung der Alfred-Hitchcock-Filme Der unsichtbare Dritte (16. Mai), Frenzy (8. Mai), Im Schatten des Zweifels (15. Mai) und Berüchtigt (7. Mai) im Rahmen des Toronto International Film Festivals.
Auf der GamesCom 2014 wurde die Zusammenarbeit zwischen del Toro und Videospielentwickler Hideo Kojima (Metal Gear Solid) an Silent Hills, dem neusten Ableger der Silent-Hill-Reihe, angekündigt. Das Survival-Horror-Spiel mit Norman Reedus in der Hauptrolle war für die PlayStation 4 geplant. Nachdem es zu Unstimmigkeiten zwischen Kojima und Publisher Konami gekommen war, verließen im April 2015 del Toro und Kojima das Projekt. Der Vertrag mit Reedus wurde nicht verlängert. Nach InSane ist Silent Hills das zweite gescheiterte Videospiel-Projekt von del Toro. Del Toro arbeitete, nachdem er Konami verlassen hatte, zusammen mit Hideo Kojima an dem Spiel Death Stranding, das 2019 veröffentlicht wurde. In diesem Projekt waren ebenfalls die Schauspieler Norman Reedus (The Walking Dead) und Mads Mikkelsen (Hannibal) involviert.
Für sein erstes Jugendbuch Trollhunters, das im Juli 2015 erschien, hat sich del Toro mit dem Schriftsteller und ebenfalls im Filmbusiness tätigen Daniel Kraus zusammengetan. Die deutsche Fassung des Buchs wurde 2016 durch den Heyne Verlag herausgegeben. Basierend auf diesem Buch erschien 2016 die von DreamWorks produzierte Animationsserie Trolljäger beim Streaming-Anbieter Netflix. Im November 2017 gab del Toro bekannt, dass die Serie in eine Trilogie namens Geschichten aus Arcadia erweitert wird und mit den Serien 3 von oben und Die Zauberer fortgeführt wird.

### Privatleben
Del Toro war von 1986 bis zur Scheidung 2017 mit Lorenza Newton verheiratet. Das Ehepaar hat zwei Kinder.

## Filmografie (Auswahl)
Regisseur
- 1985: Doña Lupe (Kurzfilm)
- 1987: Geometría (Kurzfilm)
- 1993: Cronos (La invención de Cronos)
- 1997: Mimic – Angriff der Killerinsekten (Mimic)
- 2001: The Devil’s Backbone (El espinazo del diablo)
- 2002: Blade II
- 2004: Hellboy
- 2006: Pans Labyrinth (El laberinto del fauno)
- 2008: Hellboy – Die goldene Armee (Hellboy II: The Golden Army)
- 2013: Pacific Rim
- 2013: Die Simpsons (The Simpsons, Fernsehserie, Episode 25x02, nur die Anfangssequenz)
- 2014: The Strain (Fernsehserie, Episode 1x01)
- 2015: Crimson Peak
- 2017: Shape of Water – Das Flüstern des Wassers (The Shape of Water)
- 2021: Nightmare Alley
- 2022: Guillermo del Toros Pinocchio (Guillermo del Toro’s Pinocchio, Animationsfilm)

Produzent
- 2004: Crónicas – Das Monster von Babahoyo (Crónicas)
- 2008: Cosas insignificantes
- 2008: Kick It – Zwei wie Feuer und Wasser (Rudo y Cursi)
- 2009: Rabia – Stille Wut (Rabia)
- 2010: Biutiful
- 2010: Julia’s Eyes (Los ojos de Julia)
- 2010: Don’t Be Afraid of the Dark
- 2014: Manolo und das Buch des Lebens (The Book of Life)
- 2015: Crimson Peak
- 2017: Shape of Water – Das Flüstern des Wassers (The Shape of Water)
- 2018: Pacific Rim: Uprising
- 2019: Scary Stories to Tell in the Dark
- 2020: Hexen hexen (The Witches)
- 2021: Antlers
- 2021: Nightmare Alley
- 2021: Trolljäger: Das Erwachen der Titanen (Trollhunters: Rise of the Titans, Animationsfilm)
- 2022: Guillermo del Toros Pinocchio (Guillermo del Toro’s Pinocchio, Animationsfilm)

Ausführender Produzent
- 2007: Das Waisenhaus (El orfanato)
- 2008: While She Was Out
- 2009: Splice – Das Genexperiment (Splice)
- 2011: Kung Fu Panda 2
- 2011: Der gestiefelte Kater (Puss in Boots)
- 2012: Die Hüter des Lichts (Rise of the Guardians)
- 2013: Mama
- 2014–2017: The Strain (Fernsehserie)
- 2016–2018: Trolljäger (Trollhunters, Fernsehserie)
- 2018–2019: 3 von oben (3Below, Fernsehserie)
- 2020: Die Zauberer (Wizards, Fernsehserie)
- 2022: Guillermo del Toro’s Cabinet of Curiosities, (Fernsehserie, 8 Episoden)

Drehbuchautor
- 1993: Cronos (La invención de Cronos)
- 1997: Mimic – Angriff der Killerinsekten (Mimic)
- 2001: The Devil’s Backbone (El espinazo del diablo)
- 2004: Hellboy
- 2006: Pans Labyrinth (El laberinto del fauno)
- 2008: Hellboy – Die goldene Armee (Hellboy II: The Golden Army)
- 2010: Don’t Be Afraid of the Dark
- 2012: Der Hobbit: Eine unerwartete Reise (The Hobbit: An Unexpected Journey)
- 2013: Pacific Rim
- 2013: Der Hobbit: Smaugs Einöde (The Hobbit: The Desolation of Smaug)
- 2014: Der Hobbit: Die Schlacht der Fünf Heere (The Hobbit: The Battle of the Five Armies)
- 2014–2017: The Strain (Fernsehserie, Schöpfer)
- 2015: Crimson Peak
- 2017: Shape of Water – Das Flüstern des Wassers (The Shape of Water)
- 2020: Hexen hexen (The Witches)
- 2021: Nightmare Alley
- 2022: Guillermo del Toros Pinocchio (Guillermo del Toro’s Pinocchio, Animationsfilm)

Darsteller
- 2023: Barry (Fernsehserie, Episode 4x3)

## Werke
- Alfred Hitchcock. Universidad de Guadalajara, Guadalajara 1990, ISBN 978-968-895-091-3.
- La invención de Cronos. Drehbuch. El Milagro, Mexiko-Stadt 1992, ISBN 978-968-6773-05-7.
- El laberinto del fauno. Drehbuch. Ocho y Medio, Madrid 2006, ISBN 978-84-96582-20-0.
- Strain-Trilogie (mit Chuck Hogan):
  1. Die Saat. Roman. Aus dem Amerikanischen von Jürgen Bürger und Kathrin Bielfeldt. Heyne, München 2009, ISBN 978-3-453-26639-1.
  2. Das Blut. Roman. Aus dem Amerikanischen von Alexander Lang. Heyne, München 2010, ISBN 978-3-453-26649-0.
  3. Die Nacht. Roman. Aus dem Amerikanischen von Alexander Lang. Heyne, München 2012, ISBN 978-3-453-26650-6.
- mit Christopher Golden: Don’t Be Afraid of the Dark: Blackwood’s Guide to Dangerous Fairies. Hyperion, New York 2011, ISBN 978-1-4231-6422-7
- Mit Daniel Kraus: Trollhunters. Hyperion, Glendale 2015, ISBN 978-1-4231-2598-3.
  - Übers. Felix Mayer: Trollhunters. Heyne, München 2016 (Reihe: Heyne fliegt), ISBN 978-3-453-27049-7.

## Auszeichnungen (Auswahl)

### Oscars
- 2007: Nominierung in der Kategorie Bestes Originaldrehbuch für Pans Labyrinth (El Laberinto del Fauno)
- 2018: Nominierung in der Kategorie Bestes Originaldrehbuch für Shape of Water – Das Flüstern des Wassers (The Shape of Water) (zusammen mit Vanessa Taylor)
- 2018: Auszeichnung in der Kategorie Beste Regie für Shape of Water – Das Flüstern des Wassers (The Shape of Water)
- 2018: Auszeichnung in der Kategorie Bester Film für Shape of Water – Das Flüstern des Wassers (The Shape of Water) (zusammen mit J. Miles Dale)
- 2022: Nominierung in der Kategorie Bester Film für Nightmare Alley (zusammen mit J. Miles Dale und Bradley Cooper)
- 2023: Auszeichnung in der Kategorie Bester Animationsfilm für Guillermo del Toros Pinocchio (zusammen mit Mark Gustafson, Gary Ungar, Alex Bulkley)

### Golden Globe Awards
- 2018: Nominierung in der Kategorie Bestes Filmdrehbuch für Shape of Water – Das Flüstern des Wassers (The Shape of Water) (zusammen mit Vanessa Taylor)
- 2018: Auszeichnung in der Kategorie Beste Regie für Shape of Water – Das Flüstern des Wassers (The Shape of Water)
- 2023: Auszeichnung in der Kategorie Bester Animationsfilm für Guillermo del Toros Pinocchio (zusammen mit Mark Gustafson)
- 2023: Nominierung in der Kategorie Bester Filmsong für Ciao Papa aus Guillermo del Toros Pinocchio (zusammen mit Alexandre Desplat und Roeban Katz)

### British Academy Film Awards
- 2007: Nominierung in der Kategorie Bestes Originaldrehbuch für Pans Labyrinth (El Laberinto del Fauno)
- 2007: Auszeichnung in der Kategorie Bester nicht-englischsprachiger Film für Pans Labyrinth (El Laberinto del Fauno) (zusammen mit Alfonso Cuarón und Alvaro Augustin)
- 2018: Auszeichnung in der Kategorie Beste Regie für Shape of Water – Das Flüstern des Wassers (The Shape of Water)
- 2018: Nominierung in der Kategorie Bester Film für Shape of Water – Das Flüstern des Wassers (The Shape of Water) (zusammen mit J. Miles Dale)
- 2018: Nominierung in der Kategorie Bestes Originaldrehbuch für Shape of Water – Das Flüstern des Wassers (The Shape of Water) (zusammen mit Vanessa Taylor)
- 2023: Auszeichnung in der Kategorie Bester Animationsfilm für Guillermo del Toros Pinocchio (zusammen mit Mark Gustafson, Gary Ungar, Alex Bulkley)

### Weitere Auszeichnungen und Nominierungen
- 2006: Nominierung für die Goldene Palme der Internationalen Filmfestspiele von Cannes für Pans Labyrinth (El Laberinto del Fauno)
- 2008: Nebula Award in der Kategorie Bestes Drehbuch für Pans Labyrinth (El Laberinto del Fauno)
- 2010: Prix Masterton in der Kategorie Fremdsprachiger Roman / Übersetzung für La Lignée (Die Saat) (zusammen mit Chuck Hogan)
- 2017: Goldener Löwe der Filmfestspiele von Venedig für Shape of Water – Das Flüstern des Wassers (The Shape of Water)
- 2017: Aufnahme in die Science Fiction Hall of Fame[30]
- 2022: Ehrendoktorwürde der Nationale Autonome Universität von Mexiko (UNAM)[31]